# 额纳奇·埃纳罕默德
额纳奇·埃纳罕默德（—1616年）是一位鞑靼贵族，也是1615-1616年期間反对俄羅斯沙皇國的一場暴動的领袖。1616年，他在喀山被俄羅斯沙皇國军队抓获并被處決。